# Halford IV: Made of Metal
Halford IV: Made of Metal es el cuarto álbum de estudio de la banda estadounidense de heavy metal Halford, publicado en 2010 por Metal God Entertainment. Alcanzó el puesto 160 en la lista estadounidense Billboard 200, ya que en la primera semana de su publicación vendió más de 3100 copias en los Estados Unidos.

## Lista de canciones
| N.º | Título                     | Escritor(es)                           | Duración |  |
| 1.  | «Undisputed»               | Rob Halford                            | 5:17     |  |
| 2.  | «Fire and Ice»             | Halford                                | 2:52     |  |
| 3.  | «Made of Metal»            | Halford, Roy Z, John Baxter            | 3:55     |  |
| 4.  | «Speed of Sound»           | Halford, Roy Z, Mike Chlasciak, Baxter | 4:32     |  |
| 5.  | «Like There's No Tomorrow» | Halford                                | 4:20     |  |
| 6.  | «Till the Day I Die»       | Halford, Roy Z                         | 3:50     |  |
| 7.  | «We Own the Night»         | Halford, Roy Z, Baxter                 | 3:54     |  |
| 8.  | «Heartless»                | Halford                                | 3:38     |  |
| 9.  | «Hell Razor»               | Halford                                | 3:44     |  |
| 10. | «Thunder and Lightning»    | Halford, Roy Z                         | 5:28     |  |
| 11. | «Twenty-Five Years»        | Halford                                | 7:01     |  |
| 12. | «Matador»                  | Halford                                | 5:39     |  |
| 13. | «I Know We Stand a Chance» | Halford, Roy Z, Baxter                 | 3:51     |  |
| 14. | «The Mower»                | Halford, Roy Z                         | 4:37     |  |

## Posicionamiento en las listas
| País           | Lista                  | Posición |
| -------------- | ---------------------- | -------- |
| Alemania       | Media Control Charts   | 80       |
| Estados Unidos | Billboard 200          | 160      |
| Estados Unidos | Top Hard Rock Albums   | 14       |
| Estados Unidos | Top Heatseekers Albums | 5        |
| Estados Unidos | Independent Albums     | 26       |
| Japón          | Japan Albums Chart     | 81       |
| Suecia         | Sverigetopplistan      | 46       |

## Músicos
- Rob Halford: voz
- Roy Z: guitarra eléctrica
- Mike Chlasciak: guitarra eléctrica
- Mike Davis: bajo
- Bobby Jarzombek: batería

Músicos invitados
- Ed Roth: teclados